# Diffa (région)
Pour la ville, voir Diffa.
La  région de Diffa est située au sud-est du Niger entre 10° 30’ et 15° 35’ de longitude Est et 13° 04’ et 18° 00’ de latitude Nord. 
Elle couvre une superficie de 156 906 km2, est limitée au nord par la région d’Agadez, celle de Zinder à l’ouest, et partage la même frontière avec la République Fédérale du Nigeria au sud et la république du Tchad à l’Est.

## Population
La population est estimée en 2011 à 489 531 habitants. Lors du 4e recensement réalisé en 2012, la population régionale est relevée à 593 821 habitants. L'accroissement annuel moyen pendant la période inter-censitaire 2001-2012 atteint 4,8 %, il est supérieur à la moyenne nationale qui est de 3,9 %, elle est constituée essentiellement des Kanouris, des Haoussas, des Toubous, des Boudouma, des Arabes et des Peuls. C'est l’une des régions les moins densément peuplées du Niger (3,1 habitants/km2). 
La population compte 85 % de sédentaires et 15 % de nomades qui ne pratiquent que l’élevage. A l’analyse, la structure démographique laisse apparaître les caractéristiques suivantes[Quand ?] : 37% de la population a moins de vingt ans et 6% a plus de soixante ans.

## Histoire
La région de Diffa est issue de la transformation en région en 1998 du département de Diffa instauré en 1964.
En août 2011, l’Assemblée nationale du Niger adopte un projet de loi qui porte le nombre de départements de la région de Diffa à six. La loi a créé 3 nouveaux départements, à partir des anciens postes administratifs de Bosso, Goudoumaria, et N'Gourti.

## Subdivision administrative

### Découpage territorial (depuis 2012)
Depuis 2012, la région est divisée en 6 départements, 12 Communes dont 3 Communes urbaines et 9 Communes rurales ; 6 Cantons ; 17 Groupements nomades.
| Départements | Superficie (km2) | Population (2023) | Communes urbaines (en gras) et rurales |
| ------------ | ---------------- | ----------------- | -------------------------------------- |
| Bosso        | 1 782            | 108 982           | Bosso • Toumour                        |
| Diffa        | 5 365            | 226 844           | Diffa • Chétimari • Gueskérou          |
| Goudoumaria  | 7 886            | 142 818           | Goudoumaria                            |
| Maïné-Soroa  | 7 534            | 186 995           | Maïné-Soroa • Foulatari • N'Guelbély   |
| N'Gourti     | 113 500          | 73 522            | N'Gourti                               |
| N'Guigmi     | 9 782            | 104 209           | N'Guigmi • Kabléwa                     |

### Découpage territorial (2002-2012)

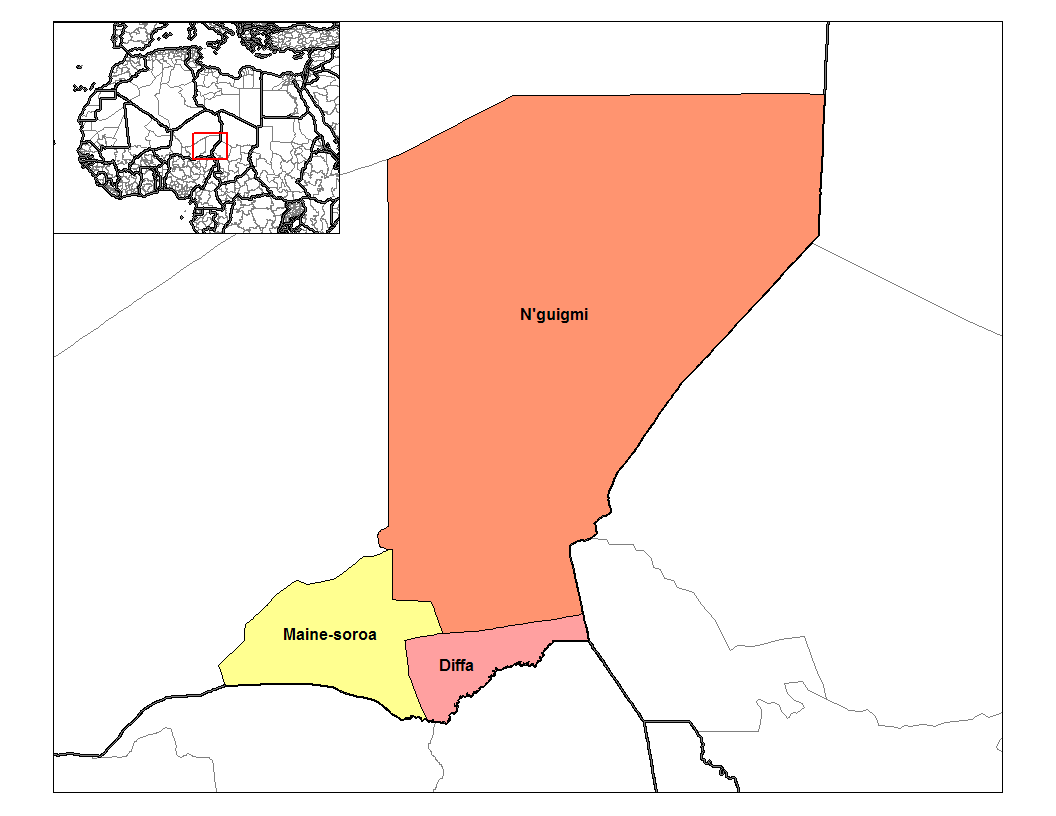
Les départements de la région de Diffa.

Selon le découpage territorial de 2002, la région de Diffa est subdivisée en 3 départements eux-mêmes subdivisés en communes urbaines et rurales. Les populations sont des estimations 2011:

#### Département de Diffa
- Superficie : 7 563 km2
- Population : 209 249 hab
- Chef-lieu : Diffa
- Communes urbaines : Diffa.
- Communes rurales : Bosso, Chétimari, Gueskérou, Toumour.

#### Département de Maïné-Soroa
- Superficie : 16 338 km2
- Population : 202 534 hab
- Chef-lieu : Maïné-Soroa
- Communes urbaines : Maïné-Soroa.
- Communes rurales : Foulatari, Goudoumaria, N'Guelbety.

#### Département de N’Guigmi
- Superficie : 133 005 km2
- Population : 77 748 hab
- Chef-lieu : N’Guigmi
- Communes urbaines : N’Guigmi.
- Communes rurales : Kabelawa, N'Gourti.

## Économie régionale
L’économie régionale est basée essentiellement sur les productions agro-sylvo-pastorales. Dans le domaine de l’agriculture, c’est la monoculture du mil qui demeure l’activité prépondérante des populations. Trois quarts des terres cultivables sont consacrés à cette activité, soit près de 105 000 ha sur les 299 500 ha de terres arables. Et plus est, avec des variétés semencières peu exigeantes en eau. 

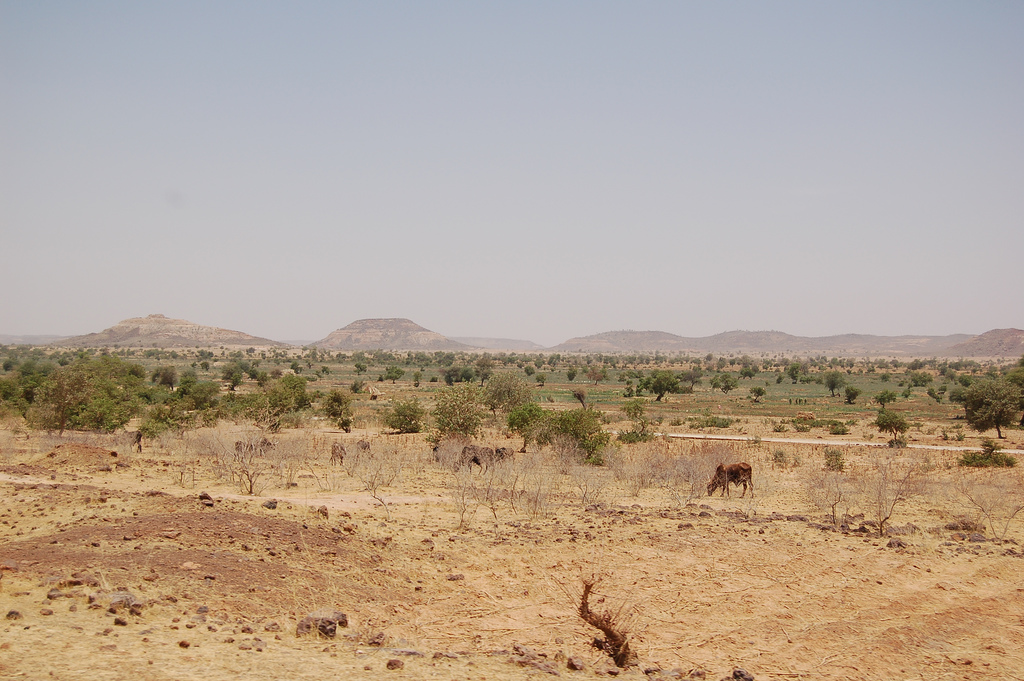
Paysage de la région rurale de Diffa, Niger, voyageant sur la route principale de Diffa à Niamey. (2006)

Quant aux cultures irriguées, elles sont réalisées dans les cuvettes de Maïné-Soroa, autour des mares ou dans les zones d’épandage de la Komadougou Yobé qui tient lieu de frontière entre le Niger et le Nigeria sur près de 150 km, ou du Lac Tchad dont la superficie est estimée, côté nigérien, à quelque 3000 km2. 
On y produit du poivron, du riz, du maïs et de l’orge sans compter les cultures de contre-saison. Même si la région de Diffa est la moins agricole du Niger, elle est cependant aujourd’hui, grâce à sa forte production de poivron, une région-phare dans la sous-région ouest-africaine.

## Personnalités liées à la région
- Mamadou Tandja (1938-2020) président du Niger de 1999 à 2010
- Mohamed Bazoum (1960-), homme politique nigérien, président du Niger de 2021 à 2023.